# Віргілій Зальцбурзький
Віргілій Зальцбурзький (лат. Virgilius ep. Salisburgensis, бл. 700–784), мирське ім'я Фергал (ірл. Feirgil) — ірландський священник, єпископ Зальцбурга, просвітитель Каринтії, католицький святий.

## Біографія
Народився Фергал між 700 та 710 роками в ірландській шляхетній родині. Про його діяльність на батьківщині нічого невідомо. У монастирі Агабо приблизно в той же час відомий настоятель з таким же ім'ям. Можливо, це він і був. Але є думка, що освіту Фергал отримав на о.Йона, звідки і вирушив у паломництво на материк. Тут його ім'я набуло латинську форму Віргілій.
У 743 році Віргілій прибув до двору франкського мажордома Піпіна Короткого. При дворі Віргілій провів два роки, після чого Піпін рекомендував його своєму зятю, баварському герцогу Оділону як радника, з умовою, що герцог надасть йому єпископську кафедру у своїх володіннях.

### Суперечка з Боніфацієм
Близько 746 року Віргілій очолив Зальцбурзьку єпархію. Не приймаючи архієрейської хіротонії, він керував єпархією в ірландських традиціях, як настоятель монастиря св. Петра. Там же, де був потрібний єпископський сан, за Віргілія діяв його супутник, мандрівний єпископ Добдагрекус.
Канонічна неправильність цього призначення викликала у святителя Боніфація, папського легата і засновника єпархії, обурення, яке він поспішив донести до папи Захарія. Були у святителя й інші приводи для невдоволення. До гострого конфлікту привела відмова Віргілія визнати, що не відбулося хрещення, яке неосвічений священник здійснив, вимовивши неправильну формулу: «Baptizo te in nomine patria et filia et spiritus sancti» («… в ім'я батьківщини, дочки і святого духа»). Каменем спотикання виявилися і наукові переконання ірландця про те, що Земля має форму кулі й на іншій її стороні теж живуть люди — антиподи. В очах Боніфація, прихильника вчення Птолемея, таке твердження могло бути тільки єрессю — адже мешканці «зворотного боку», відокремленої непрохідними вогняними кільцями, не могли бути нащадками Адама і Єви і, отже, на них не поширювалося спасіння Христове. Під питання ставилось християнське вчення про єдність людства.
Безсумнівно, це був конфлікт культур, різних систем освіти, зустріч двох світів. На одній стороні було своєрідність Кельтської церкви, на інший — римська прихильність закону. Першу представляв Віргілій. Він був обізнаний не тільки в богослов'ї та філософії, але і в історії, астрономії, географії та математиці — словом, мав за плечами вищу освіту, т. зв. квадривіум, значно перевершуючи граматику Боніфація за рівнем знань.
Папа відреагував доволі швидко. Канонічні проблеми розв'язав, звелівши якомога швидше здійснити єпископську хіротонію, яка й відбулася 15 червня 749 року. У питанні про хрещення він став на бік Віргілія, пояснивши своєму легату, що якщо священник, не впадаючи ні в яку єресь, лише неправильно вимовив латинські слова, то хрещення повторювати нема потреби. З приводу ж єретичного вчення Папа радив Боніфацію розібратися, чи дійсно Віргілій стверджував, що є ще «інші світи й інші люди під землею, на сонці або місяці», і тоді скликати церковні збори для прийняття рішення. Можливо, цій справі був би даний хід, але після смерті папи Захарія у 752 році й мученицької кончини святого Боніфація у 754 році, цим питанням більше ніхто не займався.

### На посаді єпископа
Віргілій керував Зальцбурзькою єпархією майже сорок років. Це був час культурного і духовного підйому Зальцбурга: засновувались монастирі, зводилися храми, велася місіонерська діяльність. При Віргілію був побудований Зальцбурзький собор, куди перенесли з Вормсу мощі святого Руперта, апостола цих місць, засновника монастиря Св.Петра, з якого і почався Зальцбург. Вважається, що перу Віргілія належить «Житіє святого Руперта». На прохання слов'янського князя Борута Віргілій послав у Карантанію з християнською місією свого супутника Модеста, який став апостолом словенців. В останні роки правління єпископа Віргілія в монастирі Св. Петра було заведено братський пом'янник, в якому, крім імен засновників, братії та жертводавців монастиря, називалися і ті, з ким підтримувався особливий молитовний зв'язок, зокрема настоятель і братія монастиря острова Йона, що додатково свідчить на користь йонського походження Фергана.

### Смерть
Святий Віргілій помер 27 листопада 784 року. Похоронений у Зальцбурзькому соборі. При будівництві нового собору 1181 року під час архієпископа Конрада I була виявлена вмурована в стіну труна. У труні перебували останки Віргілія, його зображення і табличка з описом. З цього часу почалося шанування святого. Біля його мощей відбувалися численні чудесні зцілення, які ретельно документувалися. Таким чином було зібрано матеріал для його канонізації, і Віргілій був зарахований до лику святих 1233 року.